# Abbaye de Roth
L'abbaye de Roth est une abbaye située à Rot an der Rot en Allemagne.
Rot an der Rot Abbey (également mentionnée comme Roth, Münchroth, Münchenroth, Mönchroth ou Mönchsroth) était un monastère de Prémontrés à Rot an der Rot en Haute-Souabe, Bade-Wurtemberg, Allemagne. C'était le premier monastère de prémontrés en Souabe. La structure imposante de l'ancien monastère est située sur une colline entre les vallées des rivières Rot et Haslach. L'église du monastère, dédiée à sainte Vérène, et les bâtiments du couvent, sont un arrêt majeur sur la Route Baroque de Haute-Souabe. À côté des bâtiments monastiques, un certain nombre de structures ont été préservées, dont le portail et le economy building.

## Histoire

### Fondation et les débuts
Rot an der Rot fut d'abord mentionnée comme Rota dans une donation par Adelbert de Wolfertschwenden aux environs de l'an 1100. Avec l'église et l'auberge, le village formait probablement le centre d'un manoir.
Selon la tradition locale, le monastère fut fondé sous le nom de Mönchroth en 1126 par Hemma von Wildenberg et avec la participation active de Norbert de Xanten. Même si la date de fondation est confirmée dans les annales de l'abbaye de Altenmarkt, également une abbaye prémontré, la participation de Norbert de Xanten ne peut être affirmée de façon certaine. Les premiers moines à s'installer à l'abbaye de Rot an der Rot étaient des prémontrés français. Dès sa fondation l'abbaye était probablement subordonnée directement au pape et non à un chapitre ecclésiastique local ou régional. Peu après 1126, probablement autour de 1140, une nunnery fut ajoutée à l'abbaye de Rot an der Rot, ce qui était courant dans l'ordre des prémontrés. Les nonnes recevaient protection de la proximité du monastère. Cette nunnery continua à exister jusqu'à la deuxième moitié du XIVe siècle.
Le premier prieur de l'abbaye était Burkhard, envoyé par Norbert de Xanten de la maison mère des prémontrés près de Laon dans le Nord de la France, avec douze moines. Le travail de Burkhard eut tant de succès qu'en 1137 la première maison fille fut fondée à  Wilten près de Innsbruck, suivant une demande par l'évêque Reginbert de Brixen. Le successeur de Burkhard, l'abbé Ottino (1140–82), mena le monastère, consistant alors en environ 200 moines, à sa première période faste et augmenta le nombre d'institutions filles. Entre 1145 et 1171 furent fondés les monastères suivants : abbaye de Weissenau, abbaye de Schussenried, monastère Saint-Jean-Baptiste de Steingaden, Kaiserslautern et abbaye de Marchtal. En 1182 l'abbaye avait des propriétés non seulement autour de Rot an der Rot et dans la proche vallée de la Iller, mais aussi dans le Jura souabe, près de Lindau, de Hüttisheim, de Steinbach et de Wangen im Allgäu.

### Haut et Bas Moyen Âge
Dans une charte de 1179, l'empereur Frédéric Barberousse se déclara Vogt de l'abbaye, posant les fondations pour l'Immédiateté impériale.
In 1182 une explosion dévastatrice détruisit les documents originels de la fondation et des privilèges impériaux. Une bulle papale du pape Lucius III publiée la même année remplaça les documents perdus et attribua la fondation du monastère à Hemma de Wildenberg et à deux hommes de sa famille.
En 1182 le village de Rot était entièrement possédé par le monastère, qui était le centre administratif et pastoral de la paroisse, et il fut en conséquence intégré à la structure économique du monastère. Par le biais d'acquisitions et de donations, l'abbé étendit les possessions du monastère au point où son territoire formait une enclave autour des villages de Rot et de Haslach. En incorporant les paroisses, le monastère garantissait sa prospérité économique.
En 1338 l'abbaye reçut un droit l'exemptant de la juridiction des tribunaux séculaires.
Après la peste noire de 1348 les propriétaires furent moins nombreux à joindre les rangs de l'abbaye, mais elle vit de plus en plus de fermiers et de membres des classes moyennes, du fait de la baisse dans l'acquisition de terres. Mauvaises récoltes, feux, guerres et crise économique sur des dizaines d'années, accélérèrent le déclin de l'abbaye jusqu'à ce qu'il ne reste plus que trois moines en 1391.
L'abbé de l'abbaye de Weissenau, abbaye fondée à l'origine en tant qu'institution fille par des moines de Rot an der Rot, prit finalement le contrôle et en 1407 le roi Rupert installa le sénéchal Jean II de Waldburg comme gouverneur de l'abbaye.
La restauration de l'abbaye de Rot an der Rot commença avec l'abbé Henrich Merk (1417–20) et fut poursuivie par son successeur Martin Hesser (1420–57), qui fut aussi appelé le second fondateur de Rot an der Rot. À Constance en 1425 une alliance fut établie avec la plupart des abbés de la Souabe pour défendre les droits des monastères contre l'intervention des membres de familles nobles des moines. Martin Hesser acheva aussi la restauration de la vie monastique et la restitution des propriétés du monastère qui étaient hypothéquées et vendues, ainsi que la reconstruction des bâtiments du monastère. À partir de 1458 l'abbaye de Rot an der Rot eut le droit, très lucratif, d'occuper les paroisses incorporées avec des prêtres du monastère.
En 1481 un feu détruisit quasiment tout le monastère. Sa reconstruction dura jusqu'en 1509, date à laquelle la nouvelle église fut consacrée.

### Reichsfreiheit

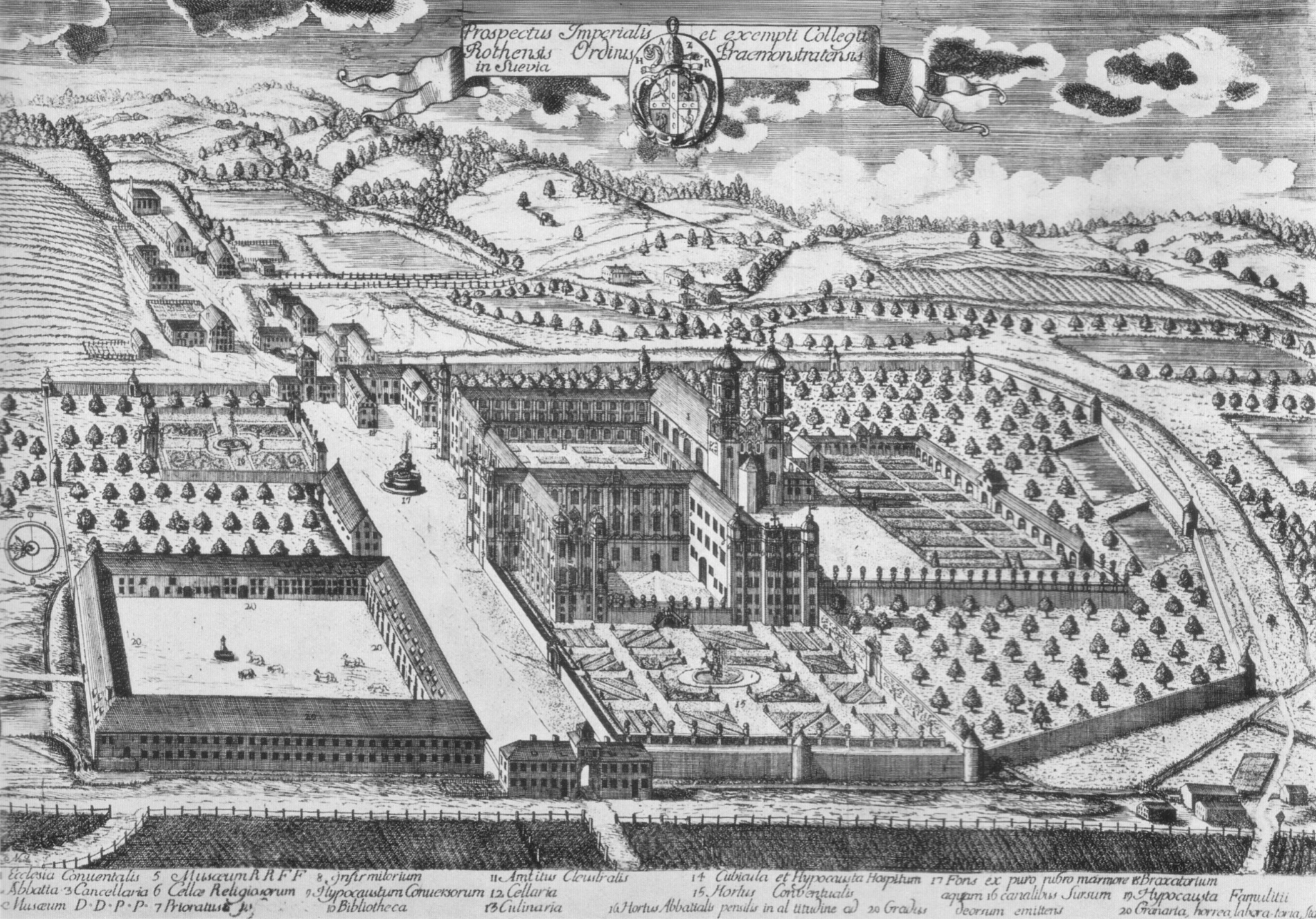
L'abbaye de Rot an der Rot (gravure de 1736

L'empereur Maximilien Ier éleva l'abbaye de Rot an der Rot au statut d'abbaye impériale en 1497. L'abbaye y gagna l'immédiateté impériale et l'abbé devint membre du Swabian College of Imperial Prelates contribuant au Conseil des Princes dans la Diète impériale du Saint-Empire romain germanique.
Cependant, à la suite de pillages répétés pendant la guerre des Paysans allemands en 1525 et la guerre de Schmalkalden en 1546, l'abbaye entra encore en déclin. Des réformes prudentes introduites par l'abbé Martin Ehrmann (1560–89) arrêtèrent ce processus.
La position de l'abbé par rapport à l'immédiateté impériale fut renforcée lorsqu’en 1619 Léopold V d'Autriche-Tyrol hypothéqua son droit de haute justice sur l'abbaye de Rot an der Rot ; ce qui, toutefois, entraînait de plus lourdes contributions financières vers les coffres impériaux. Ce privilège fut affecté seulement pendant la guerre de succession autrichienne (1740–48).
Lors d'une visite en 1601, l'abbaye de Rot an der Rot fut considérée comme étant en parfait état. Toutefois, pendant la guerre de Trente Ans (1618–48) l'abbaye fut pillée plus de 200 fois. À la fin de cette guerre et après une période de consolidation, l'abbé Martin Erde (1672–1711) entreprit de rétablir la discipline religieuse et l'instruction parmi les clercs, et tenta aussi d'améliorer la situation financière du monastère. Cependant, en 1681 la plupart de l'abbaye fut détruite par le feu.
Entre 1681 et 1698 le monastère entier fut reconstruit dans le style baroque.
Le monastère actuel est dominé par l'église néo-classique St Verena du monastère. Elle fut reconstruite entre 1777 et 1786, et meublée de neuf, depuis que l'abbé Mauritius Moritz avait commencé la démolition de l'ancienne église - allant contre les souhaits du couvent. L'architecte Johann Baptist Laub érigea la partie Est de l'église, mais la vraie reconstruction commença seulement avec l'abbé Willebold Held (1782–89). Après la pose de la pierre de fondation en 1783, la plupart du travail fut exécutée par les canons eux-mêmes. L'intérieur fut conçu par les peintres Meinrad von Ow et Januarius Zick, tandis que le stuc le fut par Franz Xaver Feuchtmayer. La construction de larges orgues par Johann Nepomuk Holzhey commença en 1792 et s'acheva l'année suivante. Accolé à l'église fut construit le bâtiment du monastère. Au pied de la colline où est situé le monastère fut construit le bâtiment economy building carré.
Le dernier abbé de l'abbaye de Rot an der Rot était Nikolaus Betscher (1789–1803), dont les compositions rappellent la musique liturgique de ses contemporains Joseph Haydn et Wolfgang Amadeus Mozart. L’œuvre de Bretscher est de nouveau parvenue à un public plus large lorsqu'elle a été publiquement exécutée après une longue période d'indifférence.
À partir de 1725 de grosses sommes d'argent furent allouées à l'augmentation du stock de la bibliothèque. Les registres de 1796 montrent que la bibliothèque, établie en 1502, possédait plus de 7 000 livres. Après la dissolution du monastère ces livres furent dispersés.

### Dissolution
En 1803 l'abbaye fut dissoute lors du recès d'Empire et les moines durent quitter l'endroit. Les possessions du monastère, treize villages et hameaux comprenant 2 871 sujets, furent prises par les comtes de Wartenberg en compensation de territoires que ces derniers avaient perdu sur la rive gauche du Rhin. En 1806 le monastère et le village de Rot an der Rot étaient incorporés dans le nouveau royaume du Württemberg. En 1808 les comtes de Erbach-Erbach héritèrent de l'ancienne abbaye. Au XIXe siècle, deux ailes du monastère et la bibliothèque furent démolis.
En 1947 les Prémontrés achetèrent le bâtiment du monastère retourné à Rot an der Rot. Cependant, la tentative pour rétablir la vie monastique échoua et en 1959 les bâtiments furent achetés par le diocèse catholique romain de Rottenbourg-Stuttgart. Maintenant l'ancien monastère abrite l'établissement St Norbert d'éducation et de récréation géré par des nonnes prémontrés qui fondèrent une communauté dans Rot an der Rot en 1950.

## Galerie d'images

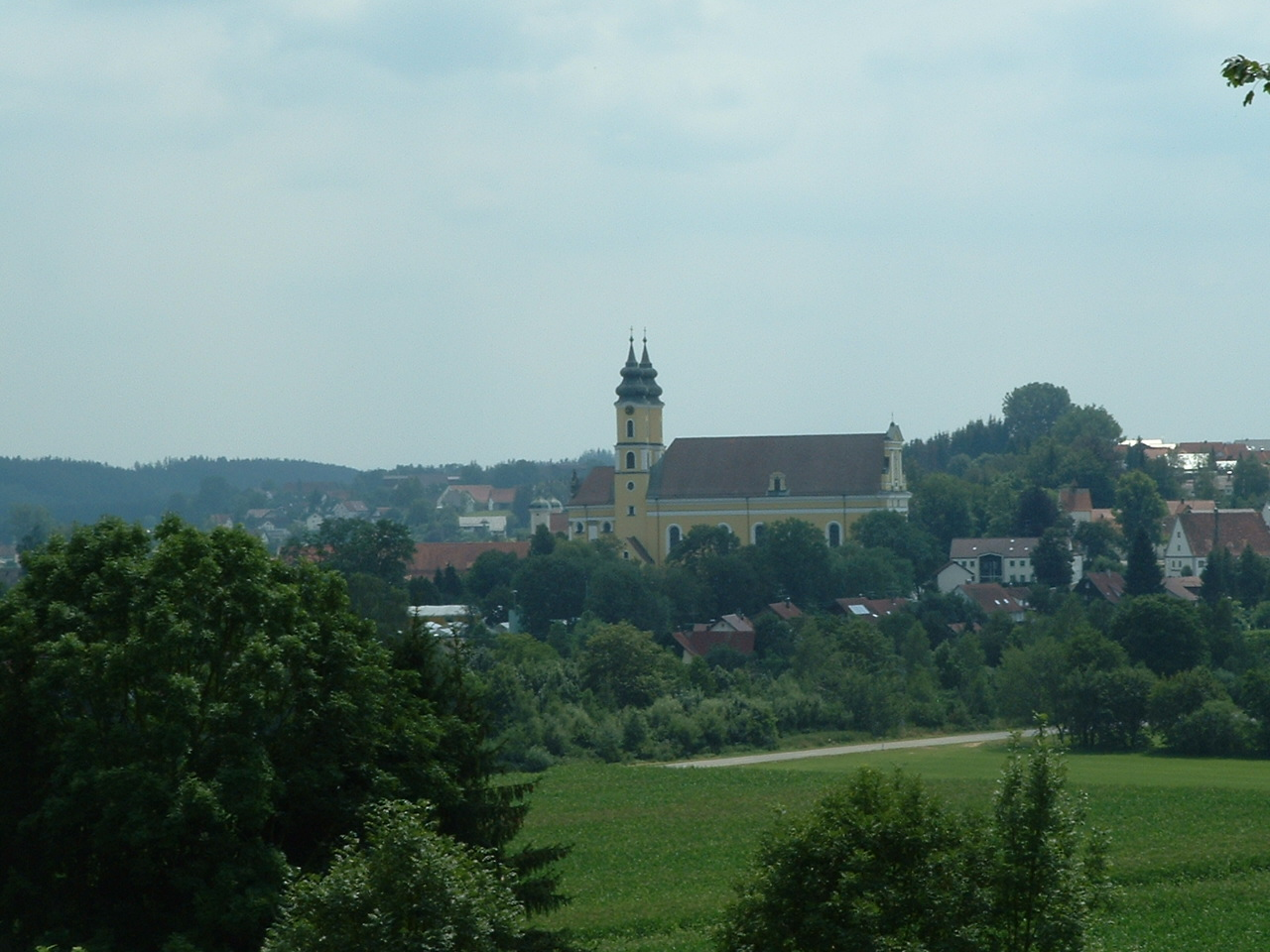
Église paroissiale Sainte-Verena
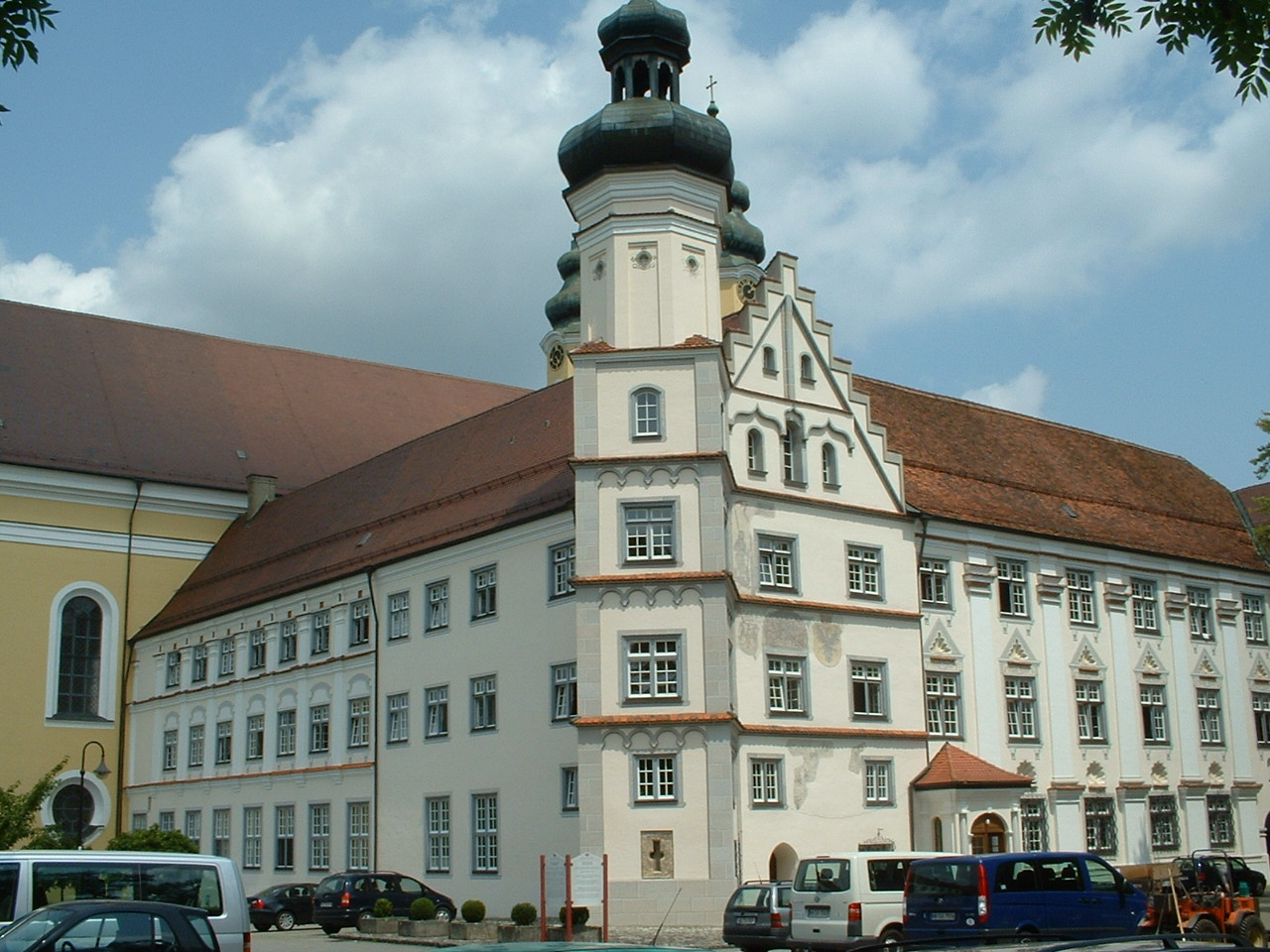
Le bâtiment du monastère
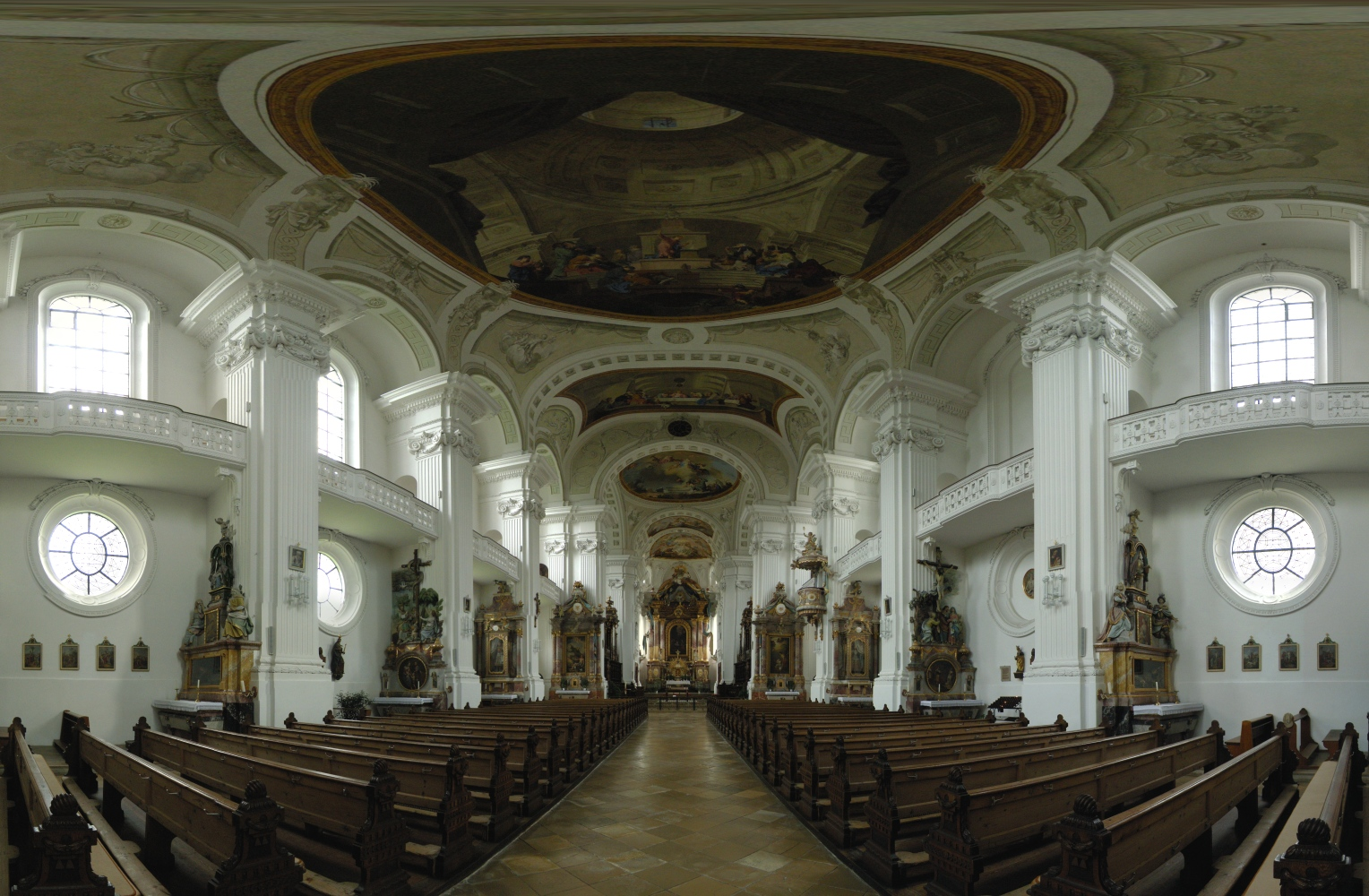
Intérieur de l'église paroissiale Sainte-Verena
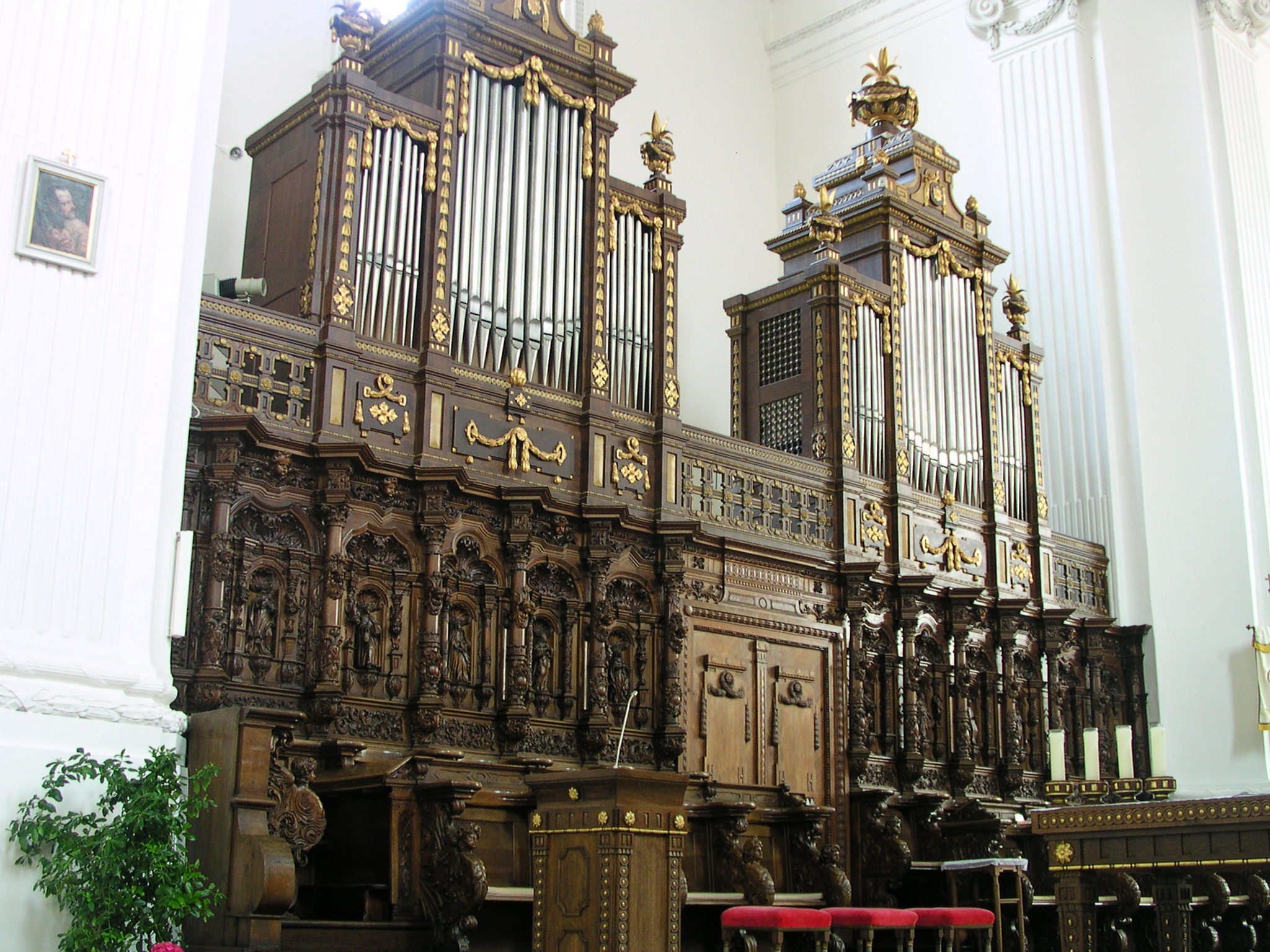
Stalles du chœur et orgues de Sainte-Verena
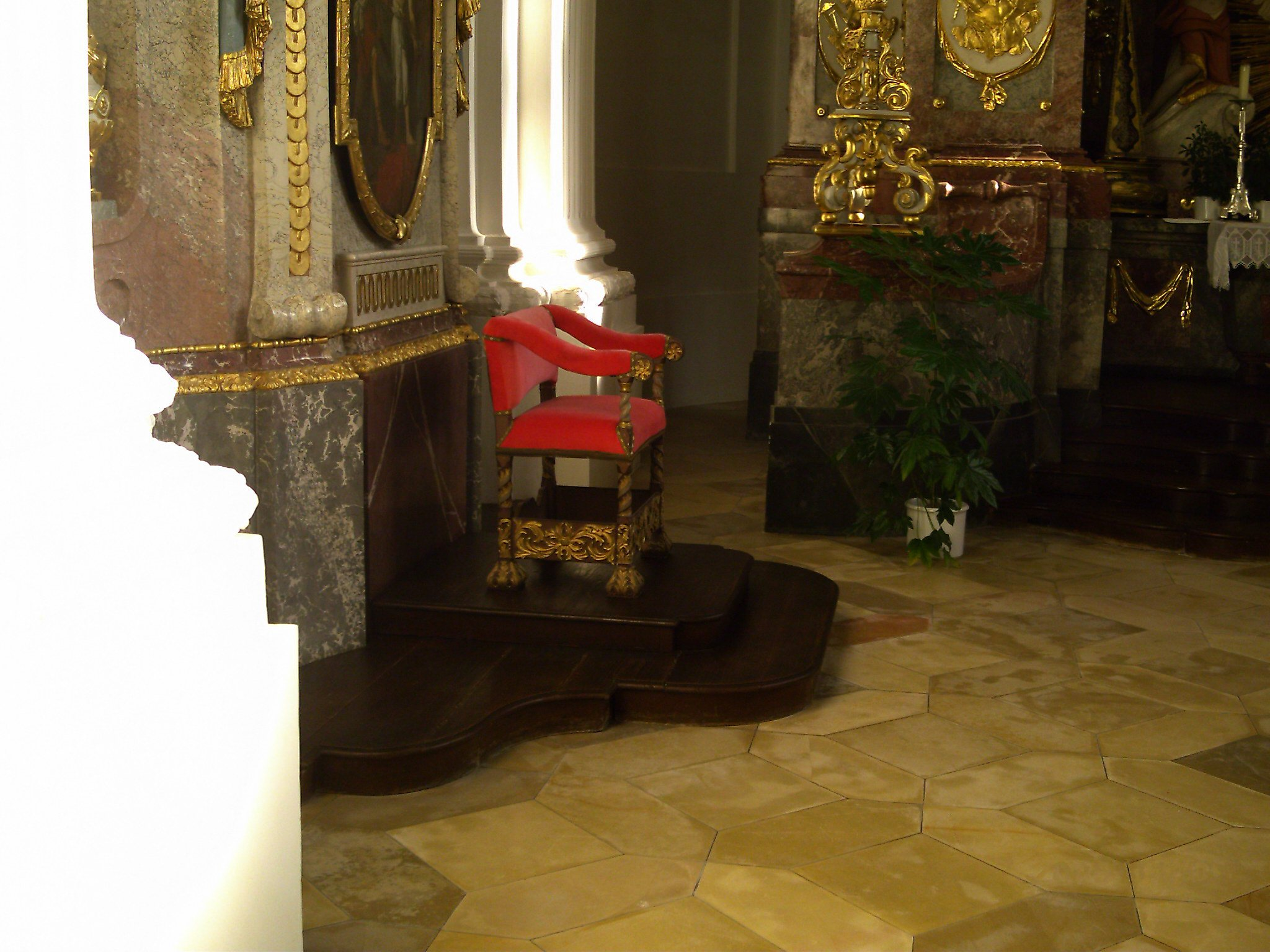
Siège de l'abbé
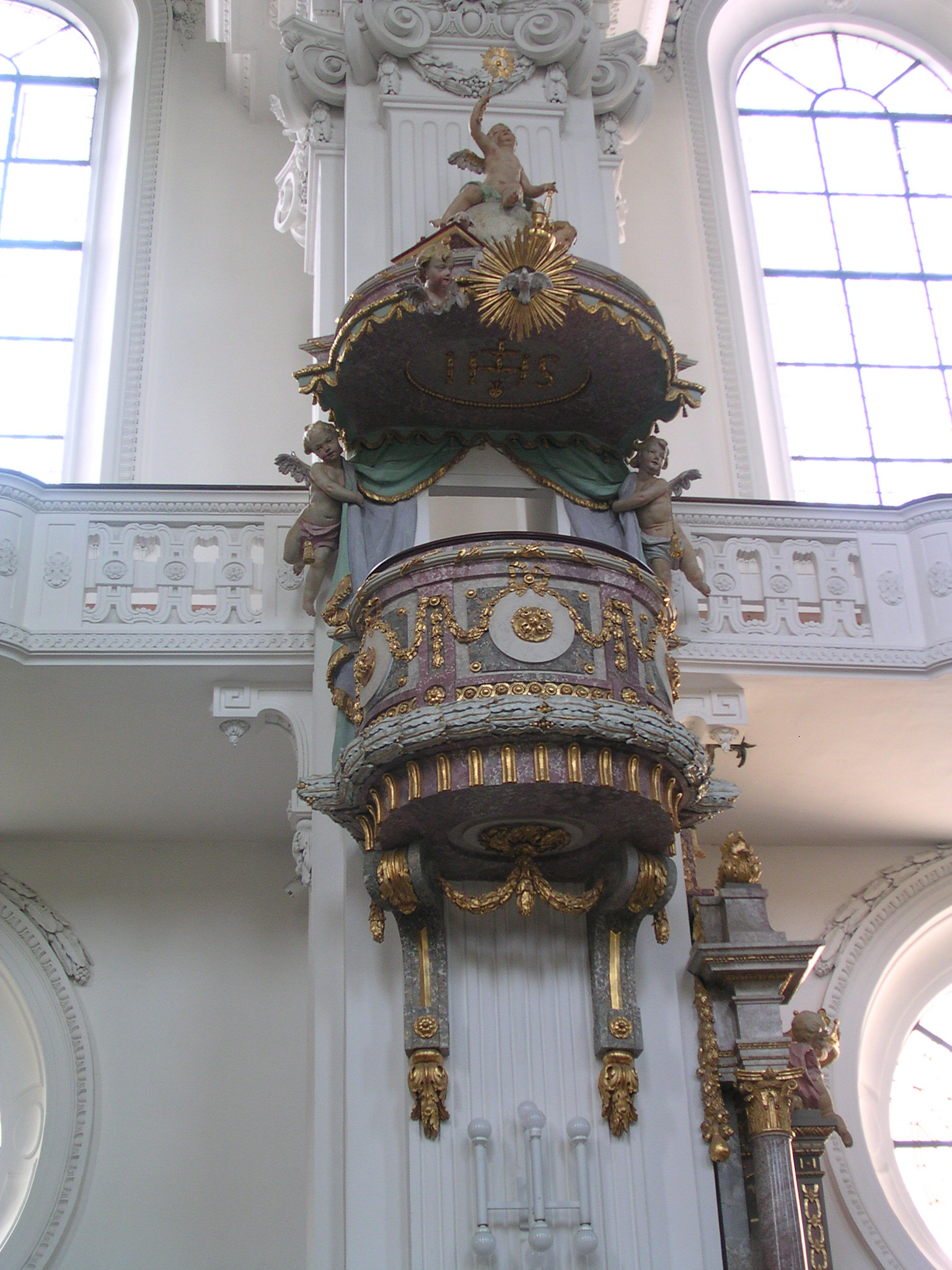
Église paroissiale Sainte-Vérène, pupitre
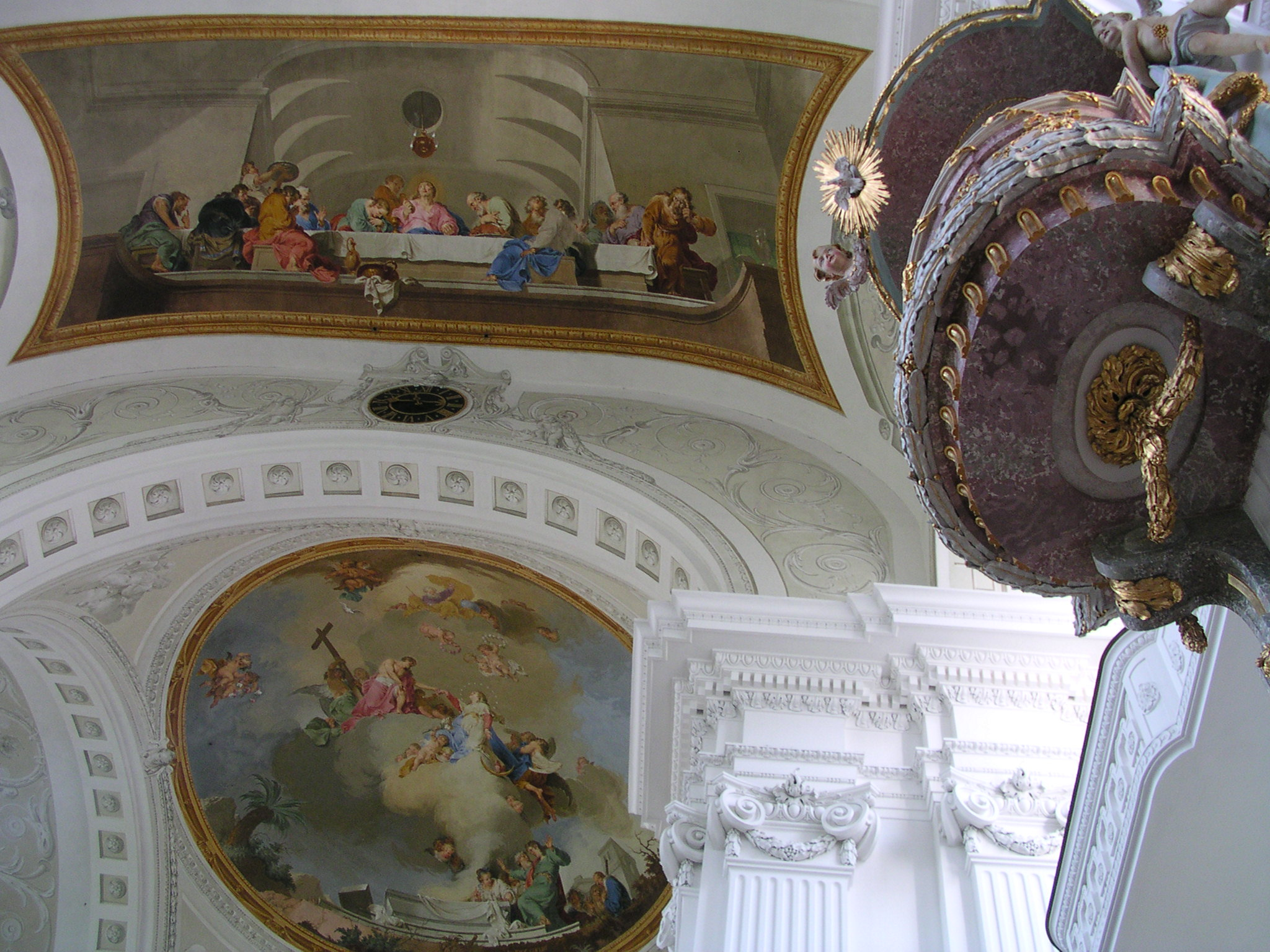
Fresque par Januarius Zick dans l'église du monastère Sainte-Verena
- Upper Gate
- Lower Gate
- The economy building de l'abbaye Rot an der Rot
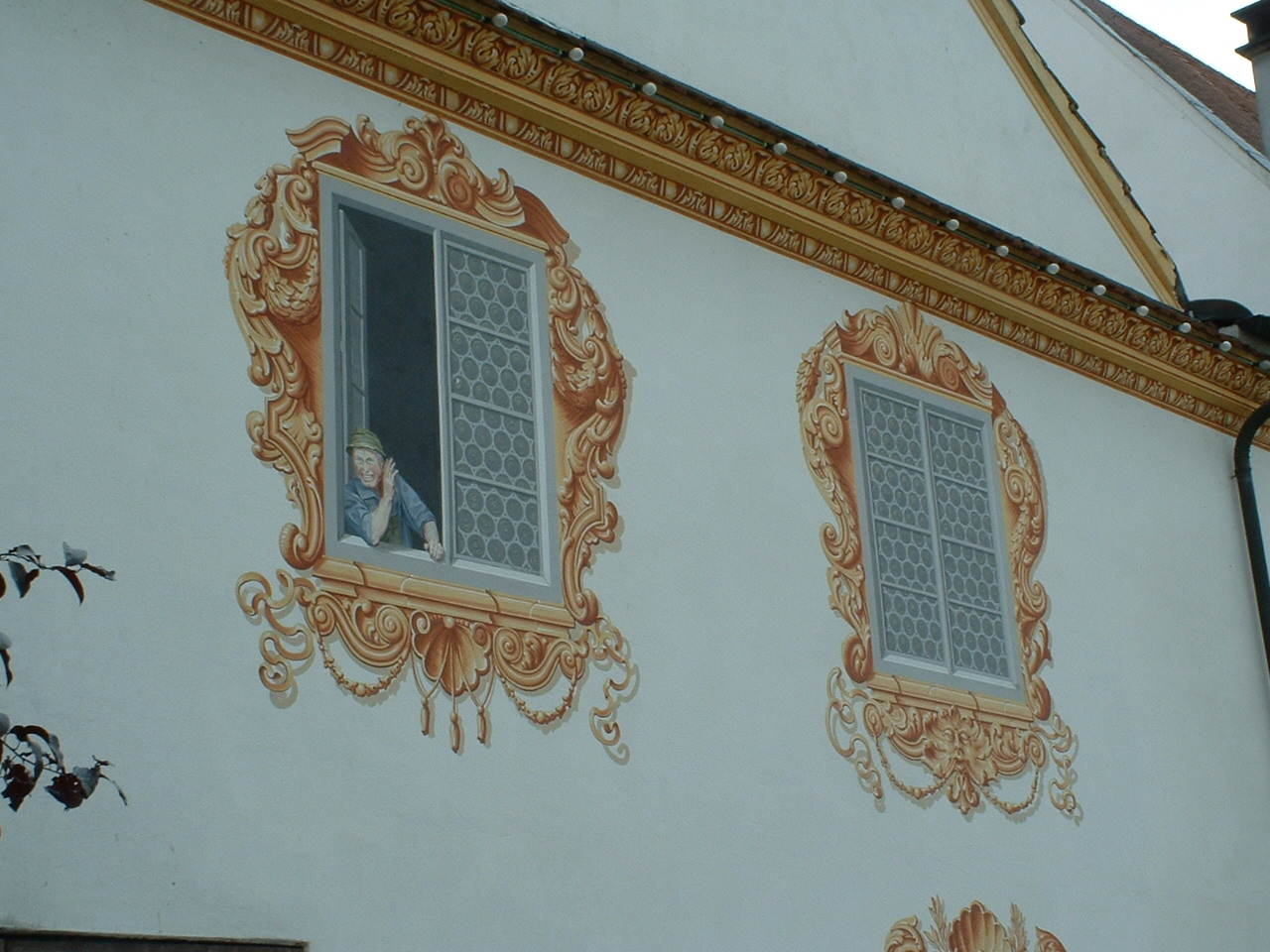
Mural sur le mur du bâtiment de l'économie

## Source de la traduction
- (en) Cet article est partiellement ou en totalité issu de l’article de Wikipédia en anglais intitulé « Rot an der Rot Abbey » (voir la liste des auteurs).